# گرداب (فیلم ۱۹۳۴)
گرداب (انگلیسی: Whirlpool) فیلمی در ژانر درام است که در سال ۱۹۳۴ منتشر شد.

## بازیگران
- جین آرتور
- آلن جنکینس
- لیلا لی
- اسکار آپفل
- وارد باند
- جک هولت